# Eugenia lilloana
Eugenia lilloana är en myrtenväxtart som beskrevs av Carlos Maria Diego Enrique Legrand. Eugenia lilloana ingår i släktet Eugenia och familjen myrtenväxter. Inga underarter finns listade i Catalogue of Life.